# تروهیکو سایگو
تروهیکو سایگو (انگلیسی: Teruhiko Saigō؛ ۵ فوریهٔ ۱۹۴۷ – ۲۰ فوریهٔ ۲۰۲۲) خوانندگی، بازیگر اهل ژاپن بود.
از فیلم‌ها یا برنامه‌های تلویزیونی که وی در آن نقش داشته‌است می‌توان به سامورایی شوگون، سقوط قلعه آکو اشاره کرد.